# Halowe mistrzostwa Polski w tenisie
Halowe mistrzostwa Polski w tenisie – coroczne zawody tenisowe, których celem jest wyłonienie halowych mistrzów Polski w wieku powyżej 18 lat w konkurencjach gry pojedynczej i podwójnej mężczyzn oraz kobiet. Organizatorem zawodów jest Polski Związek Tenisowy.

## Historia
W 1948 roku działacze Piasta Gliwice na czele z Leonardem Popławskim podjęli działania zmierzającego w kierunku organizacji halowych mistrzostw kraju, jednak Polski Związek Tenisowy dwukrotnie odrzucał te plany. W 1950 roku związek wyraził zgodę na rozegranie zawodów, ale bez wykorzystywania nazwy halowych mistrzostw Polski. Kort, na których rozgrywki miały miejsce, nazywany był „krzywym”, ponieważ z jednej strony końcówka linii bocznej dochodziła aż do ściany. Po pewnym czasie od zakończenia turnieju został on jednak uznany przez Polski Związek Tenisowy za pierwszą edycję halowego czempionatu kraju.
Kobiety po raz pierwszy w halowych mistrzostwach w grze pojedynczej brały udział w 1953 roku. Pierwsza edycja gry podwójnej kobiet nastąpiła dopiero w 1979 roku.
W 1959 roku turniej kobiet się nie odbył. Rok później zawody kobiet przeprowadzono w dwóch trzyosobowych grupach, których zwyciężczynie zagrały przeciw sobie w finale. W 1961 roku w Białymstoku o mistrzostwo w grze pojedynczej kobiet rywalizowano systemem kołowym. Pierwsze miejsce zajęła Danuta Rylska, a druga była Krystyna Filipówna.
W 1977 i 1981 roku turniej nie odbył się, a w 1975 i 1978 roku w programie zawodów nie znalazły się spotkania deblowe. Brak tych konkurencji w 1975 roku spowodowany był ograniczeniami czasowymi. Po rozlosowaniu drabinek turniejowych przeprowadzono jeden mecz, a pozostałe spotkania skończyły się walkowerami. Z tego powodu medali nie przyznano.
W 1992 roku finały rozegrano w piątek. Nietypowy termin tych meczów związany był z przygotowaniami do rozgrywek Pucharu Davisa i indywidualnymi planami startowymi uczestników.
W 2003 roku zawody kobiet i mężczyzn odbywały się w różnych miejscach i terminach: mężczyźni rywalizowali w Warszawie, a kobiety w Bydgoszczy.
Podczas turniejów halowych, w odróżnieniu od mistrzostw kraju rozgrywanych na kortach otwartych, nie odbywa się rywalizacja w grze mieszanej.

## Edycje
Najczęściej, bo dwadzieścia cztery razy mistrzostwa gościły w Warszawie, ośmiokrotnie miały miejsce w Bydgoszczy, sześciokrotnie w Gdańsku, cztery razy w Gliwicach i Szczecinie, trzy – w Sopocie i Sosnowcu, dwukrotnie odbyły się w Poznaniu, Stalowej Woli, Toruniu, Wrocławiu i Zabrzu oraz po jednym razie w Białymstoku, Bytomiu, Chorzowie, Czerwieńsku, Lublińcu, Łodzi, Mysłowicach-Wesołej, Ostrowcu Świętokrzyskim i Zielonej Górze. Do 2021 roku rozegrano 70 edycji.
| Edycja | Gospodarz                  | Data                       | Hala                                                        | Nawierzchnia               |
| ------ | -------------------------- | -------------------------- | ----------------------------------------------------------- | -------------------------- |
| 1950   | Gliwice                    | 19–26 marca                | Gliwickie Zakłady Urządzeń Technicznych                     | ziemna                     |
| 1951   | Warszawa                   | 23–27 lutego               | Akademia Wychowania Fizycznego                              | parkiet                    |
| 1952   | Gdańsk                     | 22–24 lutego               | Budowlani (we Wrzeszczu)                                    | parkiet                    |
| 1953   | Gliwice                    | 16–22 marca                | Gliwickie Zakłady Urządzeń Technicznych                     | ziemna                     |
| 1954   | Warszawa                   | 8–14 lutego                | Gwardia Warszawa                                            | ziemna                     |
| 1955   | Toruń                      | 5–10 marca                 | jednostka wojskowa (tzw. „Pałac Sportu”)                    | ziemna                     |
| 1956   | Toruń                      |                            | jednostka wojskowa (tzw. „Pałac Sportu”)                    | ziemna                     |
| 1957   | Gliwice                    | 12–17 lutego               | Technikum Chemiczne                                         |                            |
| 1958   | Gliwice                    | 2–8 lutego                 | Technikum Chemiczne                                         | ziemna                     |
| 1959   | Szczecin                   | 3–8 lutego                 | przy Technikum Wychowania Fizycznego                        | deski                      |
| 1960   | Stalowa Wola               | 9–13 lutego                | Huta Stalowa Wola                                           | parkiet                    |
| 1961   | Białystok                  | 14–19 lutego               | Jagiellonia                                                 | deski                      |
| 1962   | Szczecin                   | 14–18 lutego               | Miejska                                                     | deski                      |
| 1963   | Stalowa Wola               | 13–17 lutego               | Huta Stalowa Wola                                           | parkiet                    |
| 1964   | Gdańsk                     | 12–16 lutego               | Akademicki Ośrodek Sportowy Politechniki Gdańskiej i Lechia | parkiet                    |
| 1965   | Gdańsk                     | 10–14 lutego               | Akademicki Ośrodek Sportowy Politechniki Gdańskiej          | parkiet                    |
| 1966   | Ostrowiec Świętokrzyski    | 3–6 lutego                 | KSZO (przy Hucie Ostrowiec)                                 | parkiet                    |
| 1967   | Gdańsk                     | 9–12 marca                 | Lechia                                                      | parkiet                    |
| 1968   | Gdańsk                     | 15–18 lutego               | Lechia                                                      | parkiet                    |
| 1969   | Gdańsk                     | 6–9 lutego                 | Lechia                                                      | parkiet                    |
| 1970   | Poznań                     | 5–8 lutego                 | Międzynarodowe Targi Poznańskie, nr 20                      |                            |
| 1971   | Warszawa                   | 4–6 lutego                 | Akademia Sztabu Generalnego w Rembertowie                   | parkiet                    |
| 1972   | Sosnowiec                  | 14–17 lutego               | Park Żeromskiego                                            | parkiet                    |
| 1973   | Sosnowiec                  | 13–15 lutego               | Park Żeromskiego                                            | parkiet                    |
| 1974   | Sosnowiec                  | 11–13 lutego               | Park Żeromskiego                                            | parkiet                    |
| 1975   | Poznań                     | 16–19 lutego               | Arena                                                       |                            |
| 1976   | Chorzów                    | 7–10 stycznia              | Hala Kwiatów                                                | guma                       |
| 1977   | mistrzostwa nie odbyły się | mistrzostwa nie odbyły się | mistrzostwa nie odbyły się                                  | mistrzostwa nie odbyły się |
| 1978   | Mysłowice-Wesoła           |                            | zborna w kopalni Lenin                                      |                            |
| 1979   | Czerwieńsk                 | 3–6 marca                  | WKS Śląsk w jednostce wojskowej                             | tartan                     |
| 1980   | Zabrze                     | 25–29 lutego               | Górnik Zabrze                                               | tartan                     |
| 1981   | mistrzostwa nie odbyły się | mistrzostwa nie odbyły się | mistrzostwa nie odbyły się                                  | mistrzostwa nie odbyły się |
| 1982   | Warszawa                   | 22–26 lutego               | Mera                                                        | dywan                      |
| 1983   | Warszawa                   | 7–12 lutego                | Mera                                                        | dywan                      |
| 1984   | Warszawa                   | 27 lutego–3 marca          | Mera                                                        | dywan                      |
| 1985   | Warszawa                   | 4–10 lutego                | Mera                                                        | dywan                      |
| 1986   | Warszawa                   | 11–15 marca                | Mera                                                        | dywan                      |
| 1987   | Zabrze                     | 2–6 marca                  | Górnik Zabrze                                               | tartan                     |
| 1988   | Warszawa                   | 2–7 lutego                 | Mera                                                        | dywan                      |
| 1989   | Warszawa                   | 5–11 lutego                | Mera                                                        | dywan                      |
| 1990   | Warszawa                   | 19–25 lutego               | Mera                                                        | dywan                      |
| 1991   | Warszawa                   | 7–13 stycznia              | Mera                                                        | dywan                      |
| 1992   | Warszawa                   | 5–10 stycznia              | Mera                                                        | dywan                      |
| 1993   | Warszawa                   | 22–28 lutego               | Mera                                                        | dywan                      |
| 1994   | Warszawa                   | 21–27 marca                | Mera                                                        | dywan                      |
| 1995   | Warszawa                   | 20–26 marca                | Mera                                                        | dywan                      |
| 1996   | Warszawa                   | 16–21 marca                | Mera                                                        | dywan                      |
| 1997   | Warszawa                   | 16–22 marca                | Mera                                                        | dywan                      |
| 1998   | Wrocław                    | 17–22 marca                | Akademicki Związek Sportowy                                 |                            |
| 1999   | Warszawa                   | 16–21 marca                | Mera                                                        | dywan                      |
| 2000   | Warszawa                   | 14–19 marca                | Mera                                                        | dywan                      |
| 2001   | Warszawa                   | 12–18 marca                | Mera                                                        | dywan                      |
| 2002   | Sopot                      | 11–17 marca                | SKT                                                         |                            |
| 2003   | Warszawa (mężczyźni)       | 11–16 marca                | Mera                                                        | dywan                      |
| 2003   | Bydgoszcz (kobiety)        | 3–8 marca                  | Łuczniczka                                                  | dywan                      |
| 2004   | Sopot                      | 8–14 marca                 | SKT                                                         |                            |
| 2005   | Warszawa                   | 7–13 marca                 | Mera                                                        | dywan                      |
| 2006   | Warszawa                   | 8–15 stycznia              | Mera                                                        | dywan                      |
| 2007   | Wrocław                    | 11–18 lutego               | Akademicki Związek Sportowy                                 |                            |
| 2008   | Szczecin                   | 11–17 lutego               | Szczecińskie CT                                             | twarda (Rebound Ace)       |
| 2009   | Bydgoszcz                  | 9–15 lutego                | KT Centrum                                                  | dywan                      |
| 2010   | Bydgoszcz                  | 8–14 lutego                | KT Centrum                                                  | dywan                      |
| 2011   | Szczecin                   | 14–20 lutego               | Szczecińskie CT                                             | twarda (Rebound Ace)       |
| 2012   | Łódź                       | 13–19 lutego               | MKT                                                         | twarda (DecoTurf)          |
| 2013   | Sopot                      | 11–17 lutego               | SKT                                                         | dywan                      |
| 2014   | Bydgoszcz                  | 10–16 lutego               | KT Centrum                                                  | dywan                      |
| 2015   | Bydgoszcz                  | 8–14 lutego                | KT Centrum                                                  | dywan                      |
| 2016   | Zielona Góra               | 21–28 lutego               | MOSiR                                                       | twarda (DecoTurf)          |
| 2017   | Lubliniec                  | 6–12 lutego                | Centrum Sportowo-Rekreacyjne Manhattan                      | dywan z granulatem         |
| 2018   | Bydgoszcz                  | 12–18 lutego               | KT Centrum                                                  | dywan                      |
| 2019   | Bytom                      | 15–21 grudnia              | Górnik Bytom                                                |                            |
| 2020   | Bydgoszcz                  | 27 stycznia–2 lutego       | KT Centrum                                                  | dywan                      |
| 2021   | Bydgoszcz                  | 8–14 marca                 | SKT Centrum                                                 | dywan                      |

## Zwycięzcy
| Rok  | Gra pojedyncza mężczyzn    | Gra pojedyncza kobiet      | Gra podwójna mężczyzn                         | Gra podwójna kobiet                        |
| ---- | -------------------------- | -------------------------- | --------------------------------------------- | ------------------------------------------ |
| 1950 | Alfred Buchalik            | Nie rozegrano              | Władysław Borowczak Józef Talarczyk           | Nie rozegrano                              |
| 1951 | Władysław Skonecki         | Nie rozegrano              | Józef Hebda Władysław Skonecki                | Nie rozegrano                              |
| 1952 | Jan Radzio                 | Nie rozegrano              | Janusz Kwiatek Jan Radzio                     | Nie rozegrano                              |
| 1953 | Andrzej Licis              | Jadwiga Jędrzejowska       | Janusz Kwiatek Jan Radzio                     | Nie rozegrano                              |
| 1954 | Józef Piątek               | Jadwiga Jędrzejowska       | Kazimierz Kowalczewski Włodzimierz Olejniszyn | Nie rozegrano                              |
| 1955 | Jan Radzio                 | Jadwiga Jędrzejowska       | Janusz Kwiatek Jan Radzio                     | Nie rozegrano                              |
| 1956 | Andrzej Licis              | Jadwiga Jędrzejowska       | Józef Piątek Jan Radzio                       | Nie rozegrano                              |
| 1957 | Władysław Skonecki         | Jadwiga Jędrzejowska       | Józef Piątek Jan Radzio                       | Nie rozegrano                              |
| 1958 | Andrzej Licis              | Barbara Dańda              | Józef Piątek Jan Radzio                       | Nie rozegrano                              |
| 1959 | Władysław Skonecki         | Nie rozegrano              | Wiesław Gąsiorek Józef Piątek                 | Nie rozegrano                              |
| 1960 | Władysław Skonecki         | Wanda Krystówna            | Wiesław Gąsiorek Józef Piątek                 | Nie rozegrano                              |
| 1961 | Władysław Skonecki         | Danuta Rylska              | Wiesław Gąsiorek Józef Piątek                 | Nie rozegrano                              |
| 1962 | Józef Orlikowski           | Danuta Rylska              | Wiesław Biełanowicz Wielisław Nowicki         | Nie rozegrano                              |
| 1963 | Wiesław Gąsiorek           | Danuta Calińska            | Wiesław Gąsiorek Józef Piątek                 | Nie rozegrano                              |
| 1964 | Władysław Skonecki         | Barbara Panasiuk           | Władysław Skonecki Wielisław Nowicki          | Nie rozegrano                              |
| 1965 | Władysław Skonecki         | Barbara Olszowska          | Wiesław Gąsiorek Władysław Skonecki           | Nie rozegrano                              |
| 1966 | Wiesław Gąsiorek           | Danuta Rylska              | Wiesław Gąsiorek Józef Piątek                 | Nie rozegrano                              |
| 1967 | Tadeusz Nowicki            | Danuta Rylska              | Adam Mincberg Tadeusz Nowicki                 | Nie rozegrano                              |
| 1968 | Mieczysław Rybarczyk       | Danuta Rylska              | Bronisław Lewandowski Tadeusz Nowicki         | Nie rozegrano                              |
| 1969 | Józef Orlikowski           | Danuta Rylska              | Piotr Jamroz Józef Orlikowski                 | Nie rozegrano                              |
| 1970 | Mieczysław Rybarczyk       | Danuta Wieczorek           | Adam Mincberg Tadeusz Nowicki                 | Nie rozegrano                              |
| 1971 | Wojciech Fibak             | Danuta Wieczorek           | Henryk Drzymalski Bogdan Rogulski             | Nie rozegrano                              |
| 1972 | Jacek Niedźwiedzki         | Barbara Kral               | Jacek Niedźwiedzki Tadeusz Nowicki            | Nie rozegrano                              |
| 1973 | Mieczysław Rybarczyk       | Barbara Kral               | Jacek Niedźwiedzki Tadeusz Nowicki            | Nie rozegrano                              |
| 1974 | Czesław Dobrowolski        | Jolanta Rozala             | Janusz Gąsior Jerzy Sonsalla                  | Nie rozegrano                              |
| 1975 | Jacek Niedźwiedzki         | Barbara Włochowicz         | Nie rozegrano                                 | Nie rozegrano                              |
| 1976 | Jacek Niedźwiedzki         | Barbara Olsza              | Jacek Niedźwiedzki Tadeusz Nowicki            | Nie rozegrano                              |
| 1977 | Mistrzostwa nie odbyły się | Mistrzostwa nie odbyły się | Mistrzostwa nie odbyły się                    | Mistrzostwa nie odbyły się                 |
| 1978 | Henryk Drzymalski          | Danuta Szwaj               | Nie rozegrano                                 | Nie rozegrano                              |
| 1979 | Henryk Drzymalski          | Barbara Olsza              | Henryk Drzymalski Tadeusz Nowicki             | Iwona Kuczyńska Marzenna Sieracka          |
| 1980 | Henryk Drzymalski          | Iwona Kuczyńska            | Henryk Drzymalski Andrzej Wiśniewski          | Dorota Dziekońska Danuta Szwaj             |
| 1981 | Mistrzostwa nie odbyły się | Mistrzostwa nie odbyły się | Mistrzostwa nie odbyły się                    | Mistrzostwa nie odbyły się                 |
| 1982 | Henryk Drzymalski          | Dorota Dziekońska          | Henryk Drzymalski Witold Meres                | Barbara Kocyga Elżbieta Ślesicka           |
| 1983 | Henryk Drzymalski          | Elżbieta Ślesicka          | Robert Brzozowski Romuald Szczepanik          | Barbara Kocyga Elżbieta Ślesicka           |
| 1984 | Waldemar Rogowski          | Dorota Dziekońska          | Andrzej Jagielski Tomasz Ulatowski            | Dorota Dziekońska Elżbieta Żaboklicka      |
| 1985 | Lech Bieńkowski            | Elżbieta Żaboklicka        | Lech Bieńkowski Tomasz Maliszewski            | Monika Waniek Renata Wojtkiewicz           |
| 1986 | Waldemar Rogowski          | Katarzyna Nowak            | Tomasz Maliszewski Waldemar Rogowski          | Dorota Dziekońska Elżbieta Żaboklicka      |
| 1987 | Lech Bieńkowski            | Katarzyna Nowak            | Lech Bieńkowski Olgierd Hoffman               | Sylwia Czopek Magdalena Mróz               |
| 1988 | Lech Sidor                 | Sylwia Czopek              | Tomasz Iwański Lech Sidor                     | Sylwia Czopek Magdalena Mróz               |
| 1989 | Maciej Kost                | Magdalena Mróz             | Waldemar Rogowski Lech Sidor                  | Dorota Dziekońska Magdalena Mróz           |
| 1990 | Wojciech Kowalski          | Katarzyna Nowak            | Tomasz Iwański Lech Sidor                     | Renata Skrzypczyńska Katarzyna Teodorowicz |
| 1991 | Tomasz Iwański             | Magdalena Mróz             | Tomasz Iwański Lech Sidor                     | Sylwia Czopek Renata Skrzypczyńska         |
| 1992 | Bartłomiej Dąbrowski       | Katarzyna Teodorowicz      | Lech Bieńkowski Lech Sidor                    | Katarzyna Teodorowicz Agata Werblińska     |
| 1993 | Lech Sidor                 | Katarzyna Teodorowicz      | Bartłomiej Dąbrowski Tomasz Lichoń            | Anna Moll Aleksandra Olsza                 |
| 1994 | Maciej Kost                | Anna Żarska                | Maciej Kost Paweł Ostrowski                   | Aleksandra Olsza Sylwia Rynarzewska        |
| 1995 | Maciej Kost                | Aleksandra Olsza           | Michał Chmela Michał Gawłowski                | Magdalena Grzybowska Aleksandra Olsza      |
| 1996 | Michał Chmela              | Aleksandra Olsza           | Maciej Kost Paweł Ostrowski                   | Magdalena Grzybowska Aleksandra Olsza      |
| 1997 | Adam Skrzypczak            | Anna Żarska                | Michał Gawłowski Lech Sidor                   | Katarzyna Teodorowicz Anna Żarska          |
| 1998 | Bartłomiej Dąbrowski       | Katarzyna Strączy          | Bartłomiej Dąbrowski Paweł Motylewski         | Magdalena Feistel Katarzyna Teodorowicz    |
| 1999 | Bartłomiej Dąbrowski       | Karolina Jagieniak         | Bartłomiej Dąbrowski Michał Gawłowski         | Katarzyna Strączy Anna Żarska              |
| 2000 | Krystian Pfeiffer          | Joanna Sakowicz            | Kamil Lewandowicz Lech Sidor                  | Agnieszka Abram Agata Cioroch              |
| 2001 | Bartłomiej Dąbrowski       | Anna Żarska                | Filip Anioła Mariusz Fyrstenberg              | Joanna Sakowicz Anna Żarska                |
| 2002 | Mariusz Fyrstenberg        | Joanna Sakowicz            | Bartłomiej Dąbrowski Mariusz Fyrstenberg      | Marta Domachowska Klaudia Jans             |
| 2003 | Dawid Olejniczak           | Monika Schneider           | Dawid Olejniczak Marcin Gołąb                 | Natalia Bubień Karolina Kosińska           |
| 2004 | Dawid Olejniczak           | Joanna Sakowicz            | Dawid Olejniczak Jakub Nijaki                 | Klaudia Jans Alicja Rosolska               |
| 2005 | Bartłomiej Dąbrowski       | Alicja Rosolska            | Maciej Diłaj Dawid Olejniczak                 | Aleksandra Rosolska Alicja Rosolska        |
| 2006 | Michał Przysiężny          | Anna Korzeniak             | Jakub Nijaki Przemysław Stęc                  | Aleksandra Rosolska Alicja Rosolska        |
| 2007 | Dawid Olejniczak           | Joanna Sakowicz            | Mateusz Kowalczyk Maciej Wójcik               | Olga Brózda Magdalena Kiszczyńska          |
| 2008 | Błażej Koniusz             | Olga Brózda                | Błażej Koniusz Mateusz Kowalczyk              | Olga Brózda Magdalena Kiszczyńska          |
| 2009 | Tomasz Bednarek            | Katarzyna Piter            | Błażej Koniusz Mateusz Kowalczyk              | Katarzyna Piter Sylwia Zagórska            |
| 2010 | Błażej Koniusz             | Joanna Sakowicz-Kostecka   | Błażej Koniusz Bojan Szumański                | Paula Kania Magda Linette                  |
| 2011 | Błażej Koniusz             | Natalia Kołat              | Andriej Kapaś Błażej Koniusz                  | Karolina Kosińska Sylwia Zagórska          |
| 2012 | Andriej Kapaś              | Katarzyna Kawa             | Adam Chadaj Andriej Kapaś                     | Barbara Sobaszkiewicz Sylwia Zagórska      |
| 2013 | Grzegorz Panfil            | Katarzyna Kawa             | Piotr Gadomski Maciej Smoła                   | Katarzyna Kawa Sylwia Zagórska             |
| 2014 | Robert Godlewski           | Magdalena Fręch            | Kamil Gajewski Piotr Łomacki                  | Magdalena Fręch Paulina Lewandowska        |
| 2015 | Maciej Rajski              | Magdalena Fręch            | Marcin Gawron Adam Majchrowicz                | Olga Brózda Anastazja Szoszyna             |
| 2016 | Marcin Gawron              | Anastazja Szoszyna         | Marcin Gawron Adam Majchrowicz                | Weronika Domagała Anastazja Szoszyna       |
| 2017 | Andriej Kapaś              | Katarzyna Kawa             | Tomasz Bednarek Karol Drzewiecki              | Julia Sokołowskaja Zuzanna Wilk            |
| 2018 | Andriej Kapaś              | Anastazja Szoszyna         | Karol Drzewiecki Maciej Smoła                 | Anastazja Szoszyna Joanna Zawadzka         |
| 2019 | Kacper Żuk                 | Julia Oczachowska          | Karol Drzewiecki Szymon Walków                | Anna Hertel Anastazja Szoszyna             |
| 2020 | Maciej Rajski              | Anastazja Szoszyna         | Kamil Gajewski Dominik Nazaruk                | Weronika Falkowska Anastazja Szoszyna      |
| 2021 | Szymon Kielan              | Wiktoria Rutkowska         | Michał Mikuła Yann Wójcik                     | Wiktoria Rutkowska Aleksandra Wierzbowska  |

## Mecze finałowe

### Gra pojedyncza mężczyzn
| Rok  | Zwycięzca                  | Finalista                  | Wynik                         |
| ---- | -------------------------- | -------------------------- | ----------------------------- |
| 1950 | Alfred Buchalik            | Tadeusz Kołcz              | 6:4, 6:4, 6:2                 |
| 1951 | Władysław Skonecki         | Zbigniew Bełdowski         | 17:15, 6:4                    |
| 1952 | Jan Radzio                 | Roman Niestrój             | 6:4, 6:4                      |
| 1953 | Andrzej Licis              | Roman Niestrój             | 6:4, 6:3, 6:1                 |
| 1954 | Józef Piątek               | Andrzej Licis              | 7:9, 8:6, 6:0, 6:2            |
| 1955 | Jan Radzio                 | Józef Piątek               | 6:4, 6:3, 6:3                 |
| 1956 | Andrzej Licis              | Jan Radzio                 | 2:6, 8:6, 4:6, 6:0, 6:3       |
| 1957 | Władysław Skonecki         | Andrzej Licis              | 6:2, 6:2, 6:2                 |
| 1958 | Andrzej Licis              | Jan Radzio                 | 6:3, 6:3, 6:4                 |
| 1959 | Władysław Skonecki         | Jan Radzio                 | 6:3, 6:2, 5:7, 6:2            |
| 1960 | Władysław Skonecki         | Jan Radzio                 | 3:6, 6:1, 8:6, 7:5            |
| 1961 | Władysław Skonecki         | Jan Radzio                 | 4:6, 6:2, 6:0, 7:5            |
| 1962 | Józef Orlikowski           | Władysław Skonecki         | 3:6, 6:4, 1:6, 6:3, 6:3       |
| 1963 | Wiesław Gąsiorek           | Józef Orlikowski           | 3:6, 6:0, 9:7, 6:2            |
| 1964 | Władysław Skonecki         | Wiesław Gąsiorek           | 6:3, 6:1, 6:3                 |
| 1965 | Władysław Skonecki         | Wiesław Gąsiorek           | 1:6, 14:12, 6:1, 7:5          |
| 1966 | Wiesław Gąsiorek           | Bogdan Maniewski           | 6:4, 2:6, 11:9, 6:8, 6:1      |
| 1967 | Tadeusz Nowicki            | Bogdan Maniewski           | 6:1, 6:2, 4:6, 6:4            |
| 1968 | Mieczysław Rybarczyk       | Bronisław Lewandowski      | 11:9, 6:4                     |
| 1969 | Józef Orlikowski           | Jacek Niedźwiedzki         | 6:1, 6:3                      |
| 1970 | Mieczysław Rybarczyk       | Tadeusz Nowicki            | 1:6, 8:6, 6:3                 |
| 1971 | Wojciech Fibak             | Mieczysław Rybarczyk       | 8:6, 7:5, 5:7, 9:8(5–4)       |
| 1972 | Jacek Niedźwiedzki         | Tadeusz Nowicki            | 7:6, 6:7, 6:3                 |
| 1973 | Mieczysław Rybarczyk       | Tadeusz Nowicki            | 7:6, 1:6, 6:3                 |
| 1974 | Czesław Dobrowolski        | Henryk Drzymalski          | 3:6, 4:6, 6:1, 7:5, 6:3       |
| 1975 | Jacek Niedźwiedzki         | Tadeusz Nowicki            | 6:3, 6:1                      |
| 1976 | Jacek Niedźwiedzki         | Tadeusz Nowicki            | 6:3, 4:6, 6:3                 |
| 1977 | mistrzostwa nie odbyły się | mistrzostwa nie odbyły się | mistrzostwa nie odbyły się    |
| 1978 | Henryk Drzymalski          | Czesław Dobrowolski        | 6:1, 6:3                      |
| 1979 | Henryk Drzymalski          | Witold Meres               | 6:3, 6:2                      |
| 1980 | Henryk Drzymalski          | Zenon Rode                 | 6:2, 6:1                      |
| 1981 | mistrzostwa nie odbyły się | mistrzostwa nie odbyły się | mistrzostwa nie odbyły się    |
| 1982 | Henryk Drzymalski          | Marek Królicki             | 5:7, 6:4, 5:7, 6:2, 6:1       |
| 1983 | Henryk Drzymalski          | Waldemar Rogowski          | 6:0, 6:3, 6:4                 |
| 1984 | Waldemar Rogowski          | Wojciech Kowalski          | 6:1, 6:7, 6:2, 6:1            |
| 1985 | Lech Bieńkowski            | Wojciech Jamroz            | 6:4, 6:4                      |
| 1986 | Waldemar Rogowski          | Michał Lewandowski         | 7:6, 6:3                      |
| 1987 | Lech Bieńkowski            | Waldemar Rogowski          | 6:1, 6:4                      |
| 1988 | Lech Sidor                 | Maciej Kost                | 4:6, 6:3, 6:3                 |
| 1989 | Maciej Kost                | Lech Sidor                 | 5:7, 6:1, 6:4                 |
| 1990 | Wojciech Kowalski          | Maciej Kost                | 7:6, 6:7, 6:3, 6:7, 6:3       |
| 1991 | Tomasz Iwański             | Maciej Kost                | 7:5, 7:5, 7:6(6)              |
| 1992 | Bartłomiej Dąbrowski       | Tomasz Lichoń              | 6:7(5), 7:5, 6:7(6), 6:4, 6:1 |
| 1993 | Lech Sidor                 | Maciej Kost                | 0:6, 4:6, 6:3, 6:2, 7:5       |
| 1994 | Maciej Kost                | Beniamin Budziak           | 6:2, 6:3, 1:6, 6:1            |
| 1995 | Maciej Kost                | Tomasz Lichoń              | 7:5, 4:6, 6:3, 6:4            |
| 1996 | Michał Chmela              | Paweł Motylewski           | 6:4, 5:7, 3:6, 7:5, 6:0       |
| 1997 | Adam Skrzypczak            | Michał Gawłowski           | 6:3, 6:7(4), 5:7, 6:4, 6:3    |
| 1998 | Bartłomiej Dąbrowski       | Kacper Cęcek               | 6:2, 6:0, 6:2                 |
| 1999 | Bartłomiej Dąbrowski       | Piotr Szczepanik           | 3:6, 6:4, 6:2, 6:2            |
| 2000 | Krystian Pfeiffer          | Krzysztof Kwinta           | 6:3, 6:7(9), 6:2              |
| 2001 | Bartłomiej Dąbrowski       | Beniamin Budziak           | 6:4, 6:0                      |
| 2002 | Mariusz Fyrstenberg        | Bartłomiej Dąbrowski       | 7:5, 4:3 krecz                |
| 2003 | Dawid Olejniczak           | Kamil Lewandowicz          | 6:4, 6:3, 6:7(6), 6:4         |
| 2004 | Dawid Olejniczak           | Jędrzej Żarski             | 7:5, 6:0                      |
| 2005 | Bartłomiej Dąbrowski       | Maciej Diłaj               | 5:7, 7:5, 6:3                 |
| 2006 | Michał Przysiężny          | Robert Godlewski           | 6:3, 6:1                      |
| 2007 | Dawid Olejniczak           | Błażej Koniusz             | 6:1, 6:2                      |
| 2008 | Błażej Koniusz             | Grzegorz Panfil            | 6:1, 6:4                      |
| 2009 | Tomasz Bednarek            | Robert Godlewski           | 6:3, 2:6, 6:2                 |
| 2010 | Błażej Koniusz             | Dawid Celt                 | walkower                      |
| 2011 | Błażej Koniusz             | Piotr Gadomski             | 6:3, 6:2                      |
| 2012 | Andriej Kapaś              | Marek Pokrywka             | 6:3, 6:0                      |
| 2013 | Grzegorz Panfil            | Piotr Gadomski             | 6:4, 6:4                      |
| 2014 | Robert Godlewski           | Wojciech Lutkowski         | 6:3, 4:6, 6:3                 |
| 2015 | Maciej Rajski              | Marcin Gawron              | 7:5, 7:6(4)                   |
| 2016 | Marcin Gawron              | Adam Majchrowicz           | 6:3, 6:1                      |
| 2017 | Andriej Kapaś              | Karol Drzewiecki           | 7:6(5), 6:7(5), 6:3           |
| 2018 | Andriej Kapaś              | Kacper Żuk                 | 6:1, 7:5                      |
| 2019 | Kacper Żuk                 | Karol Drzewiecki           | 6:2, 4:6, 6:1                 |
| 2020 | Maciej Rajski              | Kamil Gajewski             | 6:1, 6:1                      |
| 2021 | Szymon Kielan              | Michał Mikuła              | 7:5, 6:0                      |

### Gra pojedyncza kobiet
| Rok       | Zwyciężczyni               | Finalistka                 | Wynik                      |
| --------- | -------------------------- | -------------------------- | -------------------------- |
| 1950–1952 | nie rozegrano              | nie rozegrano              | nie rozegrano              |
| 1953      | Jadwiga Jędrzejowska       | Maria Rudowska             | 6:2, 6:2                   |
| 1954      | Jadwiga Jędrzejowska       | Zuzanna Ryczkówna          | 6:1, 6:3                   |
| 1955      | Jadwiga Jędrzejowska       | Ewa Fogelman               | 6:2, 6:4                   |
| 1956      | Jadwiga Jędrzejowska       | Zuzanna Ryczkówna          | 6:1, 6:0                   |
| 1957      | Jadwiga Jędrzejowska       | Krystyna Filipówna         | 9:7, 6:2                   |
| 1958      | Barbara Dańda              | Katarzyna Gerigkówna       | 6:4, 4:6, 6:2              |
| 1959      | nie rozegrano              | nie rozegrano              | nie rozegrano              |
| 1960      | Wanda Krystówna            | Krystyna Żmijanka          | 9:7, 6:3                   |
| 1961      | Danuta Rylska              | Krystyna Filipówna         | [ c ]                      |
| 1962      | Danuta Rylska              | Krystyna Filipówna         | 6:4, 6:2                   |
| 1963      | Danuta Calińska            | Maria Lewandowska          | 6:2, 6:2                   |
| 1964      | Barbara Panasiuk           | Krystyna Filipówna         | 2:6, 6:3, 6:4              |
| 1965      | Barbara Olszowska          | Danuta Rylska              | 7:5, 3:6, 6:3              |
| 1966      | Danuta Rylska              | Barbara Olszowska          | 6:2, 6:3                   |
| 1967      | Danuta Rylska              | Barbara Olszowska          | 6:0, 6:1                   |
| 1968      | Danuta Rylska              | Barbara Olszowska          | 6:3, 4:6, 8:6              |
| 1969      | Danuta Rylska              | Barbara Kral               | 6:1, 6:3                   |
| 1970      | Danuta Wieczorek           | Barbara Kral               | 7:5, 6:4                   |
| 1971      | Danuta Wieczorek           | Barbara Kral               | 6:3, 5:7, 9:7              |
| 1972      | Barbara Kral               | Danuta Wieczorek           | 6:4, 4:6, 6:2              |
| 1973      | Barbara Kral               | Elżbieta Ślesicka          | 6:2, 1:6, 7:5              |
| 1974      | Jolanta Rozala             | Barbara Włochowicz         | 6:4, 6:4                   |
| 1975      | Barbara Włochowicz         | Danuta Szwaj               | 2:6, 6:2, 6:4              |
| 1976      | Barbara Olsza              | Danuta Szwaj               | 6:2, 7:5                   |
| 1977      | mistrzostwa nie odbyły się | mistrzostwa nie odbyły się | mistrzostwa nie odbyły się |
| 1978      | Danuta Szwaj               | Marzenna Sieracka          | 6:1, 1:1 krecz             |
| 1979      | Barbara Olsza              | Marzenna Sieracka          | 7:6, 3:6, 8:6              |
| 1980      | Iwona Kuczyńska            | Danuta Szwaj               | 6:2, 3:6, 6:3              |
| 1981      | mistrzostwa nie odbyły się | mistrzostwa nie odbyły się | mistrzostwa nie odbyły się |
| 1982      | Dorota Dziekońska          | Elżbieta Ślesicka          | 6:3, 6:4                   |
| 1983      | Elżbieta Ślesicka          | Monika Waniek              | 7:6, 7:5                   |
| 1984      | Dorota Dziekońska          | Elżbieta Żaboklicka        | 6:1, 6:2                   |
| 1985      | Elżbieta Żaboklicka        | Monika Waniek              | 6:3, 6:3                   |
| 1986      | Katarzyna Nowak            | Sylwia Czopek              | 7:6, 6:3                   |
| 1987      | Katarzyna Nowak            | Dorota Dziekońska          | 6:2, 6:3                   |
| 1988      | Sylwia Czopek              | Magdalena Mróz             | 6:2, 3:6, 6:1              |
| 1989      | Magdalena Mróz             | Ewa Żerdecka               | 7:6, 4:6, 6:1              |
| 1990      | Katarzyna Nowak            | Renata Skrzypczyńska       | 6:4, 6:4                   |
| 1991      | Magdalena Mróz             | Renata Skrzypczyńska       | 7:6(2), 3:6, 6:2           |
| 1992      | Katarzyna Teodorowicz      | Agata Werblińska           | 7:5, 6:0                   |
| 1993      | Katarzyna Teodorowicz      | Dorota Muras               | 6:0, 6:1                   |
| 1994      | Anna Żarska                | Sylwia Rynarzewska         | 6:4, 6:4                   |
| 1995      | Aleksandra Olsza           | Magdalena Grzybowska       | 7:6(5), 6:2                |
| 1996      | Aleksandra Olsza           | Magdalena Grzybowska       | 6:2, 3:6, 6:3              |
| 1997      | Anna Żarska                | Katarzyna Strączy          | 6:2, 4:6, 6:3              |
| 1998      | Katarzyna Strączy          | Anna Żarska                | 6:4, 6:4                   |
| 1999      | Karolina Jagieniak         | Anna Żarska                | 6:3, 3:6, 6:2              |
| 2000      | Joanna Sakowicz            | Monika Schneider           | 6:4, 6:4                   |
| 2001      | Anna Żarska                | Katarzyna Strączy          | 4:6, 6:3, 6:4              |
| 2002      | Joanna Sakowicz            | Katarzyna Strączy          | 6:3, 6:4                   |
| 2003      | Monika Schneider           | Klaudia Jans               | 6:4, 6:7(6), 6:3           |
| 2004      | Joanna Sakowicz            | Karolina Kosińska          | 6:4, 6:4                   |
| 2005      | Alicja Rosolska            | Olga Brózda                | 6:3, 6:4                   |
| 2006      | Anna Korzeniak             | Karolina Filipiak          | 6:3, 6:1                   |
| 2007      | Joanna Sakowicz            | Olga Brózda                | 6:3, 6:1                   |
| 2008      | Olga Brózda                | Magdalena Kiszczyńska      | 4:0 krecz                  |
| 2009      | Katarzyna Piter            | Paula Kania                | 6:0, 6:3                   |
| 2010      | Joanna Sakowicz-Kostecka   | Olga Brózda                | 4:6, 6:0, 6:3              |
| 2011      | Natalia Kołat              | Paula Kania                | 6:1, 7:6(2)                |
| 2012      | Katarzyna Kawa             | Paula Kania                | 6:4, 3:6, 6:0              |
| 2013      | Katarzyna Kawa             | Sylwia Zagórska            | 6:2, 6:3                   |
| 2014      | Magdalena Fręch            | Katarzyna Kawa             | 6:4, 6:3                   |
| 2015      | Magdalena Fręch            | Olga Brózda                | 6:1, 6:3                   |
| 2016      | Anastazja Szoszyna         | Marta Leśniak              | 6:2, 6:2                   |
| 2017      | Katarzyna Kawa             | Julia Sokołowskaja         | 6:2, 7:5                   |
| 2018      | Anastazja Szoszyna         | Julia Sokołowskaja         | 6:3, 6:4                   |
| 2019      | Julia Oczachowska          | Anna Hertel                | 7:6(6), 6:7(2), 6:2        |
| 2020      | Anastazja Szoszyna         | Weronika Falkowska         | 7:5, 1:6, 6:4              |
| 2021      | Wiktoria Rutkowska         | Karolina Jaśkiewicz        | 6:2, 6:4                   |

### Gra podwójna mężczyzn
| Rok  | Zwycięzcy                                     | Finaliści                                     | Wynik                      |
| ---- | --------------------------------------------- | --------------------------------------------- | -------------------------- |
| 1950 | Władysław Borowczak Józef Talarczyk           | Chrobok Włodzimierz Wojciechowski             | 8:6, 6:4, 4:6, 9:7         |
| 1951 | Józef Hebda Władysław Skonecki                | Jan Chytrowski Tadeusz Tomaszewski            | walkower                   |
| 1952 | Janusz Kwiatek Jan Radzio                     | Zbigniew Bełdowski Włodzimierz Olejniszyn     | 4:6, 6:3, 6:2              |
| 1953 | Janusz Kwiatek Jan Radzio                     | Ksawery Tłoczyński Tadeusz Tomaszewski        | 4:6, 6:3, 6:2, 6:4         |
| 1954 | Kazimierz Kowalczewski Włodzimierz Olejniszyn | Jan Chytrowski Henryk Skonecki                | 6:2, 6:4, 6:1              |
| 1955 | Janusz Kwiatek Jan Radzio                     | Kazimierz Kowalczewski Włodzimierz Olejniszyn | 7:5, 6:4                   |
| 1956 | Józef Piątek Jan Radzio                       | Renisław Kramer Ksawery Tłoczyński            | 6:2, 10:8, 7:5             |
| 1957 | Józef Piątek Jan Radzio                       | Alfred Buchalik Andrzej Zennegg               | 6:2, 3:6, 3:6, 6:3, 7:5    |
| 1958 | Józef Piątek Jan Radzio                       | Piotr Jamroz Lech Słomski                     | 6:1, 6:1, 6:4              |
| 1959 | Wiesław Gąsiorek Józef Piątek                 | Bogdan Maniewski Władysław Skonecki           | 6:8, 6:2, 3:6, 6:3, 6:4    |
| 1960 | Wiesław Gąsiorek Józef Piątek                 | Bogdan Maniewski Jan Radzio                   | 6:0, 7:5, 6:4              |
| 1961 | Wiesław Gąsiorek Józef Piątek                 | Bogdan Maniewski Jan Radzio                   | 6:2, 3:6, 6:3, 6:1         |
| 1962 | Wiesław Biełanowicz Wielisław Nowicki         | Józef Orlikowski Władysław Skonecki           | 6:3, 9:11, 4:6, 6:1, 7:5   |
| 1963 | Wiesław Gąsiorek Józef Piątek                 | Wielisław Nowicki Józef Orlikowski            | 6:1, 6:4, 6:2              |
| 1964 | Władysław Skonecki Wielisław Nowicki          | Wiesław Gąsiorek Józef Piątek                 | 6:1, 6:4, 6:2              |
| 1965 | Wiesław Gąsiorek Władysław Skonecki           | Wielisław Nowicki Józef Orlikowski            | 6:3, 6:2                   |
| 1966 | Wiesław Gąsiorek Józef Piątek                 | Piotr Jamroz Wiesław Nowicki                  | 13:11, 6:4                 |
| 1967 | Adam Mincberg Tadeusz Nowicki                 | Andrzej Kuźnik Antoni Świłło                  | 6:2, 6:4                   |
| 1968 | Bronisław Lewandowski Tadeusz Nowicki         | Piotr Jamroz Adam Mincberg                    | 6:3, 6:2                   |
| 1969 | Piotr Jamroz Józef Orlikowski                 | Witold Meres Adam Nowak                       | 6:3, 11:9                  |
| 1970 | Adam Mincberg Tadeusz Nowicki                 | Wielisław Nowicki Mieczysław Rybarczyk        | 11:9, 6:3                  |
| 1971 | Henryk Drzymalski Bogdan Rogulski             | Adam Mincberg Mieczysław Rybarczyk            | 9:8, 3:6, 9:7              |
| 1972 | Jacek Niedźwiedzki Tadeusz Nowicki            | Wojciech Fibak Mieczysław Rybarczyk           | 6:4, 6:4                   |
| 1973 | Jacek Niedźwiedzki Tadeusz Nowicki            | Wojciech Fibak Mieczysław Rybarczyk           | 6:4, 7:5                   |
| 1974 | Janusz Gąsior Jerzy Sonsalla                  | Henryk Drzymalski Czesław Szewczyk            | 6:4, 6:4                   |
| 1975 | nie rozegrano                                 | nie rozegrano                                 | nie rozegrano              |
| 1976 | Jacek Niedźwiedzki Tadeusz Nowicki            | Henryk Drzymalski Jerzy Sonsalla              | 4:6, 7:6, 6:3              |
| 1977 | mistrzostwa nie odbyły się                    | mistrzostwa nie odbyły się                    | mistrzostwa nie odbyły się |
| 1978 | nie rozegrano                                 | nie rozegrano                                 | nie rozegrano              |
| 1979 | Henryk Drzymalski Tadeusz Nowicki             | Janusz Czoba Zenon Rode                       | walkower                   |
| 1980 | Henryk Drzymalski Andrzej Wiśniewski          | Zenon Rode Włodzimierz Turkowski              | 6:2, 6:3                   |
| 1981 | nie rozegrano                                 | nie rozegrano                                 | nie rozegrano              |
| 1982 | Henryk Drzymalski Witold Meres                | Robert Brzozowski Mirosław Najfeld            | 6:3, 6:4, 6:4              |
| 1983 | Robert Brzozowski Romuald Szczepanik          | Michał Lewandowski Waldemar Rogowski          | 6:4, 6:3                   |
| 1984 | Andrzej Jagielski Tomasz Ulatowski            | Tomasz Kopczyński Maciej Kośka                | 4:6, 6:4, 8:6              |
| 1985 | Lech Bieńkowski Tomasz Maliszewski            | Michał Lewandowski Waldemar Rogowski          | 6:3, 6:3                   |
| 1986 | Tomasz Maliszewski Waldemar Rogowski          | Lech Bieńkowski Wojciech Jamroz               | 6:4, 6:4                   |
| 1987 | Lech Bieńkowski Olgierd Hoffman               | Tomasz Maliszewski Waldemar Rogowski          | 6:4, 7:6(5)                |
| 1988 | Tomasz Iwański Lech Sidor                     | Marek Kaczyński Waldemar Rogowski             | 6:4, 4:6, 6:4              |
| 1989 | Waldemar Rogowski Lech Sidor                  | Andrzej Jagielski Wojciech Jamroz             | 6:3, 6:2                   |
| 1990 | Tomasz Iwański Lech Sidor                     | Wojciech Jamroz Wojciech Kowalski             | 4:6, 6:3, 7:5              |
| 1991 | Tomasz Iwański Lech Sidor                     | Bartłomiej Dąbrowski Maciej Kost              | 6:3, 5:7, 6:4              |
| 1992 | Lech Bieńkowski Lech Sidor                    | Bartłomiej Dąbrowski Tomasz Iwański           | 6:3, 5:7, 6:3              |
| 1993 | Bartłomiej Dąbrowski Tomasz Lichoń            | Tomasz Iwański Lech Sidor                     | 7:6, 6:4                   |
| 1994 | Maciej Kost Paweł Ostrowski                   | Tomasz Iwański Bernard Kaczorowski            | 6:3, 7:6(2)                |
| 1995 | Michał Chmela Michał Gawłowski                | Łukasz Glasser Wojciech Mincberg              | 6:4, 6:2                   |
| 1996 | Maciej Kost Paweł Ostrowski                   | Beniamin Budziak Paweł Motylewski             | 6:3, 6:3                   |
| 1997 | Michał Gawłowski Lech Sidor                   | Beniamin Budziak Tomasz Lichoń                | 4:6, 6:2, 7:6(5)           |
| 1998 | Bartłomiej Dąbrowski Paweł Motylewski         | Michał Gawłowski Mariusz Kur                  | 6:3, 6:1                   |
| 1999 | Bartłomiej Dąbrowski Michał Gawłowski         | Kacper Cęcek Piotr Szczepanik                 | 6:4, 6:4                   |
| 2000 | Kamil Lewandowicz Lech Sidor                  | Krzysztof Kwinta Marcin Matkowski             | 3:6, 7:5, 6:4              |
| 2001 | Filip Anioła Mariusz Fyrstenberg              | Łukasz Pelowski Filip Urban                   | 7:6(4), 6:3                |
| 2002 | Bartłomiej Dąbrowski Mariusz Fyrstenberg      | Maciej Domka Paweł Motylewski                 | 4:6, 6:2, 6:4              |
| 2003 | Dawid Olejniczak Marcin Gołąb                 | Filip Anioła Kamil Lewandowicz                | 7:6(5), 3:6, 6:3           |
| 2004 | Dawid Olejniczak Jakub Nijaki                 | Andrzej Grusiecki Łukasz Wodnicki             | 6:3, 6:3                   |
| 2005 | Maciej Diłaj Dawid Olejniczak                 | Paweł Diłaj Piotr Diłaj                       | 6:4, 6:2                   |
| 2006 | Jakub Nijaki Przemysław Stęc                  | Robert Godlewski Radosław Nijaki              | 7:6(8), 6:4                |
| 2007 | Mateusz Kowalczyk Maciej Wójcik               | Tomasz Bednarek Maciej Diłaj                  | 6:1, 6:4                   |
| 2008 | Błażej Koniusz Mateusz Kowalczyk              | Radosław Siczek Rafał Teurer                  | 6:0, 6:2                   |
| 2009 | Błażej Koniusz Mateusz Kowalczyk              | Marcin Gawron Andriej Kapaś                   | 4:1 krecz                  |
| 2010 | Błażej Koniusz Bojan Szumański                | Rafał Gozdur Mateusz Szmigiel                 | 7:5, 6:3                   |
| 2011 | Andriej Kapaś Błażej Koniusz                  | Rafał Gozdur Mateusz Szmigiel                 | 6:1, 7:6(1)                |
| 2012 | Adam Chadaj Andriej Kapaś                     | Wojciech Lutkowski Marek Pokrywka             | 6:1, 6:1                   |
| 2013 | Piotr Gadomski Maciej Smoła                   | Andriej Kapaś Grzegorz Panfil                 | 7:6(5), 6:2                |
| 2014 | Kamil Gajewski Piotr Łomacki                  | Louis Dończyk Patryk Janik                    | 4:6, 7:6(6), 10–4          |
| 2015 | Marcin Gawron Adam Majchrowicz                | Patryk Janik Rafał Teurer                     | 7:5, 6:1                   |
| 2016 | Marcin Gawron Adam Majchrowicz                | Karol Drzewiecki Szymon Walków                | 6:2, 7:5                   |
| 2017 | Tomasz Bednarek Karol Drzewiecki              | Piotr Matuszewski Maciej Smoła                | 3:6, 6:4, 10–8             |
| 2018 | Karol Drzewiecki Maciej Smoła                 | Mateusz Kowalczyk Łukasz Kozielski            | 6:4, 6:3                   |
| 2019 | Karol Drzewiecki Szymon Walków                | Michał Mikuła Yann Wójcik                     | 6:4, 3:6, 10–7             |
| 2020 | Kamil Gajewski Dominik Nazaruk                | Piotr Galus Adam Majchrowicz                  | 4:6, 6:3, 10–8             |
| 2021 | Michał Mikuła Yann Wójcik                     | Maks Kaśnikowski Szymon Kielan                | 6:1, 6:3                   |

### Gra podwójna kobiet
| Rok       | Zwyciężczynie                              | Finalistki                                 | Wynik                      |
| --------- | ------------------------------------------ | ------------------------------------------ | -------------------------- |
| 1950–1976 | nie rozegrano                              | nie rozegrano                              | nie rozegrano              |
| 1977      | mistrzostwa nie odbyły się                 | mistrzostwa nie odbyły się                 | mistrzostwa nie odbyły się |
| 1978      | nie rozegrano                              | nie rozegrano                              | nie rozegrano              |
| 1979      | Iwona Kuczyńska Marzenna Sieracka          | Barbara Kocyga Elżbieta Ślesicka           | 6:4, 6:4                   |
| 1980      | Dorota Dziekońska Danuta Szwaj             | Iwona Kuczyńska Marzenna Sieracka          | 6:2, 6:3                   |
| 1981      | mistrzostwa nie odbyły się                 | mistrzostwa nie odbyły się                 | mistrzostwa nie odbyły się |
| 1982      | Barbara Kocyga Elżbieta Ślesicka           | Dorota Dziekońska Danuta Szwaj             | 6:1, 3:6, 6:4              |
| 1983      | Barbara Kocyga Elżbieta Ślesicka           | Wanda Diłaj Monika Waniek                  | 6:1, 6:3                   |
| 1984      | Dorota Dziekońska Elżbieta Żaboklicka      | Beata Gumuła Ewa Żerdecka                  | 7:6, 6:3                   |
| 1985      | Monika Waniek Renata Wojtkiewicz           | Beata Gomuła Ewa Żerdecka                  | 7:5, 6:2                   |
| 1986      | Dorota Dziekońska Elżbieta Żaboklicka      | Beata Gumuła Ewa Żerdecka                  | 6:3, 3:6, 7:5              |
| 1987      | Sylwia Czopek Magdalena Mróz               | Anna Listowska Katarzyna Nowak             | 6:1, 4:6, 6:4              |
| 1988      | Sylwia Czopek Magdalena Mróz               | Anna Listowska Ewa Żerdecka                | 6:2, 6:2                   |
| 1989      | Dorota Dziekońska Magdalena Mróz           | Izabela Listowska Ewa Żerdecka             | 6:2, 7:6                   |
| 1990      | Renata Skrzypczyńska Katarzyna Teodorowicz | Katarzyna Nowak Elżbieta Żaboklicka        | 6:2, 6:3                   |
| 1991      | Sylwia Czopek Renata Skrzypczyńska         | Hanna Kuklińska Agata Werblińska           | 6:0, 6:1                   |
| 1992      | Katarzyna Teodorowicz Agata Werblińska     | Katarzyna Malec Anna Moll                  | 6:0, 6:3                   |
| 1993      | Anna Moll Aleksandra Olsza                 | Agnieszka Bek Anna Bek                     | 7:5, 6:2                   |
| 1994      | Aleksandra Olsza Sylwia Rynarzewska        | Dorota Głowacka Karolina Głowacka          | 4:6, 6:4, 6:3              |
| 1995      | Magdalena Grzybowska Aleksandra Olsza      | Hanna Kuklińska Dominika Olszewska         | 6:1, 7:5                   |
| 1996      | Magdalena Grzybowska Aleksandra Olsza      | Magdalena Mróz Katarzyna Teodorowicz       | 6:2, 6:3                   |
| 1997      | Katarzyna Teodorowicz Anna Żarska          | Paulina Janus Agata Kurowska               | 6:1, 6:2                   |
| 1998      | Magdalena Feistel Katarzyna Teodorowicz    | Dominika Olszewska Sylwia Rynarzewska      | walkower                   |
| 1999      | Katarzyna Strączy Anna Żarska              | Agata Cioroch Karolina Jagieniak           | 6:7(4), 6:2, 6:2           |
| 2000      | Agnieszka Abram Agata Cioroch              | Joanna Furdyna Anna Kujawska               | 6:0, 6:2                   |
| 2001      | Joanna Sakowicz Anna Żarska                | Karolina Jagieniak Katarzyna Strączy       | 6:1, 5:7, 6:4              |
| 2002      | Marta Domachowska Klaudia Jans             | Alicja Rosolska Katarzyna Siwosz           | 6:1, 7:6                   |
| 2003      | Natalia Bubień Karolina Kosińska           | Olga Brózda Monika Schneider               | 7:5, 6:3                   |
| 2004      | Klaudia Jans Alicja Rosolska               | Olga Brózda Monika Schneider               | 6:4, 6:1                   |
| 2005      | Aleksandra Rosolska Alicja Rosolska        | Olga Brózda Monika Schneider               | 6:7(5), 6:4, 6:4           |
| 2006      | Aleksandra Rosolska Alicja Rosolska        | Olga Brózda Monika Schneider               | 7:6(2), 6:3                |
| 2007      | Olga Brózda Magdalena Kiszczyńska          | Anna Niemiec Aleksandra Rosolska           | 6:3, 6:1                   |
| 2008      | Olga Brózda Magdalena Kiszczyńska          | Anna Niemiec Aleksandra Rosolska           | 6:1, 6:1                   |
| 2009      | Katarzyna Piter Sylwia Zagórska            | Natalia Kołat Aleksandra Rosolska          | 6:3, 6:3                   |
| 2010      | Paula Kania Magda Linette                  | Katarzyna Kaleta Aleksandra Rosolska       | 6:1, 6:2                   |
| 2011      | Karolina Kosińska Sylwia Zagórska          | Olga Brózda Natalia Kołat                  | 7:5, 5:7, 10–8             |
| 2012      | Barbara Sobaszkiewicz Sylwia Zagórska      | Paula Kania Katarzyna Kawa                 | 6:1, 4:6, 10–5             |
| 2013      | Katarzyna Kawa Sylwia Zagórska             | Natalia Kołat Anna Niemiec                 | 6:4, 6:3                   |
| 2014      | Magdalena Fręch Paulina Lewandowska        | Aleksandra Buczyńska Zuzanna Maciejewska   | 6:2, 6:3                   |
| 2015      | Olga Brózda Anastazja Szoszyna             | Magdalena Fręch Zuzanna Maciejewska        | 6:4, 6:2                   |
| 2016      | Weronika Domagała Anastazja Szoszyna       | Marcelina Podlińska Patrycja Polańska      | 7:5, 6:3                   |
| 2017      | Julia Sokołowskaja Zuzanna Wilk            | Marta Leśniak Klara Siłka                  | 2:6, 7:6(4), 10–8          |
| 2018      | Anastazja Szoszyna Joanna Zawadzka         | Paulina Jastrzębska Julia Sokołowskaja     | 7:5, 7:6(3)                |
| 2019      | Anna Hertel Anastazja Szoszyna             | Zuzanna Szczepańska Aleksandra Wierzbowska | 6:1, 6:3                   |
| 2020      | Weronika Falkowska Anastazja Szoszyna      | Karolina Jaśkiewicz Julia Oczachowska      | 6:0, 6:4                   |
| 2021      | Wiktoria Rutkowska Aleksandra Wierzbowska  | Karolina Jaśkiewicz Julia Oczachowska      | 6:1, 2:6, 11–9             |